# Tricasses
Los Tricasses son un pueblo galo que vivía en la Champaña, zona central de la actual Francia. Tenían su capital en la ciudad de Troyes, junto al Sena, que se llamaba Augustobona en la época romana. Esta tribu aceptó la ocupación de Roma, integrándose en la provincia romana de la Gallia Lugdunensis.